# Sadalbari
Sadalbari (arabisch سعد بارع, DMG saʿd bāriʿ ‚Glücksstern des Vortrefflichen‘) ist der Eigenname des Sterns My Pegasi (μ Peg) im Sternbild Pegasus. Sadalbari gehört der Spektralklasse G8III an und besitzt eine Helligkeit von +3,51 mag.
Sadalbari ist ca. 108 Lichtjahre von der Erde entfernt.